# Округ Апшер (Тексас)
Округ Апшер (енгл. Upshur County) је округ у америчкој савезној држави Тексас. По попису из 2010. године број становника је 39.309.

## Демографија
Према попису становништва из 2010. у округу је живело 39.309 становника, што је 4.018 (11,4%) становника више него 2000. године.
| Група             | 2000.          | 2010.          |
| Белци             | 29.728 (84,2%) | 32.257 (82,1%) |
| Афроамериканци    | 3.582 (10,1%)  | 3.416 (8,7%)   |
| Азијати           | 65 (0,2%)      | 150 (0,4%)     |
| Хиспаноамериканци | 1.394 (4,0%)   | 2.613 (6,6%)   |
| Укупно            | 35.291         | 39.309         |